# Bajt (literatura)
Bajt, bejt (z arab.) – typ wersu popularnego w poezji arabskiej i perskiej na Bliskim i Środkowym Wschodzie (zwłaszcza w gazelu i kasydzie). Składa się z określonej (zwykle parzystej) liczby stóp i posiada cezurę, która dzieli go na dwie równe części (półwersy), zwykle rymujące się ze sobą.